# Fremd im eigenen Land
Fremd im eigenen Land è il terzo album da solista del rapper tedesco Fler. È stato pubblicato il 25 gennaio 2008 dall'etichetta Aggro Berlin.

## Tracce
CD 1
1. Intro – 0:27
2. Berlin – 3:36
3. Deutscha Bad Boy – 3:23
4. Mein Jahr (feat. Nadja Benaissa) – 3:35
5. Fler vs. Frank White (feat. Patrice) – 2:44
6. Alles was ich brauch – 3:52
7. Warum bist du so? – 4:03
8. Chefsache (feat. Sido) – 3:21
9. Skit 1 – 0:30
10. Pass auf (feat. Godsilla & She Raw) – 3:05
11. Ich bin Deutscha – 3:38
12. Wie wir sind (feat. MC Bogy) – 3:06
13. Mein Mädchen – 3:35
14. Skit 2 – 0:37
15. Nacht und Nebel Aktion (feat. Godsilla) – 3:16
16. Roll auf Chrome (feat. B-Tight) – 4:43
17. Ghettodrama – 3:41
18. Clubbanger (feat. Massiv) – 4:12
19. Ich kann dich sehen (feat. Shizoe) – 4:13

CD 2
1. Therapie (feat. Sido) – 3:08
2. Geld oder tot (feat. Godsilla) – 3:03
3. Nutte bounce – 3:00
4. Südberlin Maskulin (feat. Godsilla) – 5:12
5. Was weisst du schon? – 4:02
6. Alles meins (feat. Godsilla) – 3:42
7. Mein Sound – 3:12
8. Das Problem (feat. Godsilla) – 2:52